# Jani Pascal
Jani Pascal est une comédienne et écrivaine québécoise née en 1933.

## Biographie
Elle débute très jeune sa carrière de comédienne. De son vrai nom, Janine Carrier, Jani Pascal est la sœur du dramaturge Louis-Georges Carrier. À partir des années 1950, elle participe à quelques téléromans, notamment La Pension Velder de Robert Choquette, dans le rôle de Georgette Dubuc.
Par la suite, elle obtient des rôles marquants à la télévision jeunesse québécoise dans les émissions Marie Quat'Poches et Passe-Partout.

### Carrière littéraire
Depuis 1980, elle se consacre avec passion à l'écriture de contes. Elle est l'une des pionnières dans ce milieu. Elle a contribué à la démocratisation et au renouveau du conte au Québec aux côtés de Jocelyn Bérubé et d'Alain Lamontagne.
Elle participe à de nombreux festivals de contes, dont le Festival interculturel du conte de Montréal.
Elle allie la poésie en vers au conte. « Sa manière de raconter se démarque radicalement des joyeux menteurs qui se produisent sur la scène narrative devant public. Jani Pascal puise dans le répertoire traditionnel, repère un conte qui sied à son imagination et le réécrit en le versifiant. » Cette façon de faire implique un peu plus de difficulté pour la conteuse puisqu'elle l'oblige à apprendre son texte par cœur au lieu de ne retenir qu'un canevas sur lequel construire l'histoire.
Pour elle, le travail de conteuse consiste à chercher son « oralité » propre, tout en peaufinant les images qui vont séduire le public.
Sa formation d'actrice va grandement enrichir sa carrière de conteuse. En effet, le conte est d'abord et avant tout une performance orale. Il va sans dire que les aptitudes acquises en théâtre lui serviront lorsqu'elle racontera ses contes devant le public.

## Œuvres

### Contes
- Contes à raconter et à écouter : 12 contes du Canada français, Montréal, Guérin littérature, 1988, 294 p.  (ISBN 2760120066)
- Contes à rire et à dire : seize contes du Canada français, Montréal, Guérin littérature, 1994, 172 p.  (ISBN 2760134938)[5]
- La Chatte blanche et autres contes du Canada français (livre audio), Québec, Coffragants, 2005  (ISBN 2895582181)
- Contes populaires du Canada français, Montréal, Planète rebelle, 2011, 228 p.  (ISBN 9782923735269)
- Contes populaires du Canada français à lire à haute voix (livre audio), Montréal, Planète rebelle, 2011  (ISBN 9782923735269)
- La belle jarretière verte : conte initiatique suivi d'une analyse symbolique, Montréal, Planète rebelle, 2014, 170 p.  (ISBN 9782924174166)

### Poésie
- Ah démone - suivi de, Pandore (poésie), Saint-Laurent, Éditions Hélio, 2000, 137 p.  (ISBN 2980368261)

### Filmographie
- 1955-1958 : Beau temps, mauvais temps : Edith Lasnier
- 1956-1958 : Pinocchio
- 1957-1961 : La Pension Velder : Georgette Dubuc
- 1958 : Quatuor : Le Cheval de Troie
- 1959-1963 : Le Grand Duc
- 1967-1968 : Marie Quat'Poches : Marie Quat'Poches
- 1977-1988 : Passe-Partout : Bubu
- 1986 : Lance et compte : Mme Létourneau